# Landschaftsschutzgebiet Niedersfelder Ruhr und Seitentäler
Das Landschaftsschutzgebiet Niedersfelder Ruhr und Seitentäler mit 31,73 ha Größe liegt um Niedersfeld im Stadtgebiet von Winterberg. Das Gebiet wurde 2008 vom Kreistag des Hochsauerlandkreises mit dem Landschaftsplan Winterberg als Landschaftsschutzgebiet (LSG) ausgewiesen. Zum LSG gehören vier Teilflächen. Die Teilbereiche des LSG liegen westlich, östlich, südlich und südwestlich vom Dorf. Das LSG geht bei allen Teilflächen bis an den Siedlungsbereich.
Das Landschaftsschutzgebiet Niedersfelder Ruhr und Seitentäler wurde als eines von 13 Landschaftsschutzgebieten vom Typ C, Wiesentäler und bedeutsames Extensivgrünland im Stadtgebiet von Winterberg, ausgewiesen. Wie in den anderen 12 Landschaftsschutzgebieten vom Typ C im Landschaftsplangebiet Winterberg besteht im LSG Talsystem der Elpe ein Umwandlungsverbot von Grünland und Grünlandbrachen in Acker oder andere Nutzungsformen. Eine Erstaufforstung und eine Anlage von Weihnachtsbaumkulturen ist verboten. Eine maximal zweijährige Ackernutzung innerhalb von zwölf Jahren ist erlaubt, falls damit die Erneuerung der Grasnarbe vorbereitet wird. Dies gilt als erweiterter Pflegeumbruch. Beim erweiterten Pflegeumbruch muss ein Mindestabstand von fünf Metern vom Mittelwasserbett eingehalten werden.

## Beschreibung
Es handelt sich um Talbereiche der Ruhr und von vier Seitentälern mit Fließgewässern und Aue. Es handelt sich um Bereiche der Seitentäler der Stammecke, Bumecke, Strolle und eines namenlosen Seitentals. Große Grünlandflächen sind ein gesetzlich geschütztes Biotop nach § 30 BNatSchG.

## Schutzzweck
Die Ausweisung erfolgte zur Ergänzung der Naturschutzgebiets-Ausweisung in den Talauen von Winterberg um ein Offenlandbiotop-Verbundsystem zu schaffen, damit Tiere und Pflanzen Wanderungs- und Ausbreitungsmöglichkeiten behalten, und dem Erhalt der Vorkommen geschützter Vogelarten sowie dem Schutz artenreicher Pflanzengesellschaften.